# Maliuc
Maliuc es una comuna ubicada en el distrito de Tulcea, Rumania.

## Superficie
Posee una superficie de 263,7 kilómetros cuadrados.

## Demografía
Hasta 2021 la población era de 813 habitantes, con una densidad de población de 3,083 habitantes por kilómetro cuadrado.